# La Guerra Civil a Mallorca, Poble a Poble
La Guerra Civil a Mallorca, Poble a Poble és una col·lecció monogràfica dirigida per l'historiador Arnau Company i Mates, en la qual es divulga, com a fruit d'una investigació rigorosa i extensa feta per especialistes, la guerra civil particular de cada poble mallorquí, amb els antecedents (la Segona República), les conseqüències immediates i les excepcions de caràcter local. Omplint un buit bibliogràfic, la col·lecció vol aprofundir en el coneixement de la guerra de 1936-1939 i ajudar a entendre-la. Inaugurada l'any 1996 amb el volum La Guerra Civil a Consell. Les penes de mort, de Manel Santana i Morro, l'any 2012 la col·lecció consta d'onze títols.

## Títols
1. Manel Santana i Morro: Consell. Les penes de mort. 1996. ISBN 84-89067-08-2
2. Arnau Company i Mates: Sant Joan. Cacics i repressors. 1996. ISBN 84-89067-14-7
3. Benet Albertí i Genovart: Banyalbufar. A l'ombra de la Falange. 1997. ISBN 84-89067-16-3
4. Manel Santana i Morro: Selva. Al recer de la muntanya. 1998. ISBN 84-89067-42-2
5. Guillem Mas i Antoni Mateu: Montuïri. L'esclafit de la crispació. 2001. ISBN 84-95694-10-7
6. Cristòfol-Miquel Sbert: Santanyí, els tres fronts. 2004. ISBN 84-95694-90-5[1]
7. Xavier Margais: Bunyola, amb la por al cos. 2004. ISBN 978-84-96376-02-1
8. Antoni Tugores: Manacor, la guerra a casa. 2006. ISBN 978-84-96376-60-1[2]
9. Jaume March, Andreu Cerdà i Pere Salas: Pollença, la revolta contra la rebel·lió. 2006. ISBN 978-84-96376-79-3
10. Bartomeu Garí: Porreres, desfilades de dia, afusellaments de nit. 2007. ISBN 978-84-96841-42-0
11. Antoni Quetglas Cifre: Sóller, la desfeta de la burgesia progressista. 2012. ISBN 978-84-15432-16-6[3]
12. Jaume Morey Sureda: Artà, llarg camí cap al desastre, volum I. 2016. ISBN 978-84-16163-54-0
13. Jaume Morey Sureda: Artà, llarg camí cap al desastre, volum II. 2016. ISBN 978-84-16163-55-7
14. Josep Cortès Servera: Sant Llorenç des Cardassar, republicans a sa Coma i a Son Carrió. 2017. ISBN 978-84-16163-86-1
15. Guillem Mas Miralles: Montuïri, la postguerra (1940-1952). 2018. ISBN 978-84-17113-23-0